# Capnodes albicostata
Capnodes albicostata is een vlinder uit de familie spinneruilen (Erebidae). De wetenschappelijke naam is voor het eerst geldig gepubliceerd in 1989 door Poole.
De soort komt voor in tropisch Afrika.